# 伊斯特伍德 (密歇根州)
伊斯特伍德（英語：Eastwood）是位於美國密歇根州卡拉馬祖縣卡拉馬祖鎮區的一個普查規定居民點。

## 人口
根據2020年美國人口普查的數據，伊斯特伍德的面積為5.10平方千米，當中陸地面積為5.07平方千米，而水域面積為0.03平方千米。當地共有人口6366人，而人口密度為每平方千米1,248.24人。